# Gargoyles the Movie: The Heroes Awaken
Gargoyles the Movie: The Heroes Awaken (Gárgolas, el despertar en Hispanoamérica y Gargoyles, la película: el despertar de los héroes en España) es una película animada directamente para vídeo del estudio The Walt Disney Company. La película en realidad está constituida por los cinco primeros episodios de la serie animada de televisión Gargoyles editados en un largometraje, aproximadamente 100 minutos de duración. Como resultado, se cortaron numerosas escenas de los episodios originales debido a limitaciones de tiempo. Además, también se movieron varias escenas y se cambió algún que otro diálogo. Los episodios fueron producidos y emitidos en 1994, y la película fue lanzada a Laserdisc y VHS en febrero de 1995, en ambas ediciones se presentó un juego de mesa interactivo. Los episodios piloto se han lanzado en DVD como parte de la temporada 1 de Gargoyles.

## Trama
Las víctimas del destino, estas criaturas fantásticas llamadas gárgolas se convierten en estatuas de piedra. Después de más de mil años se vuelve a la vida en Nueva York.

## Voces
- Keith David: Goliath
- Salli Richardson: Elisa Maza
- Jonathan Frakes: David Xanatos
- Thom Adcox-Hernandez: Lexington
- Jeff Bennett: Brooklyn, Mago, Owen
- Fagerbakke Bill: Broadway
- Edward Asner: Hudson
- Frank Welker: Bronx
- Marina Sirtis: Demona

### Doblaje Latinoamericano
- Mario Sauret: Goliath
- Dulce Guerrero: Elisa Maza
- Octavio Rojas: David Xanatos
- Carlos Íñigo: Lexington
- Herman López: Brooklyn
- Jorge Roig Jr.: Owen
- Esteban Siller: Hudson
- Rocío Garcel: Demona